# Antoine Watrinelle
Antoine-Gustave Watrinelle né le 24 octobre 1828 à Verdun et mort le 24 avril 1913 à Ouistreham est un sculpteur français.

## Biographie

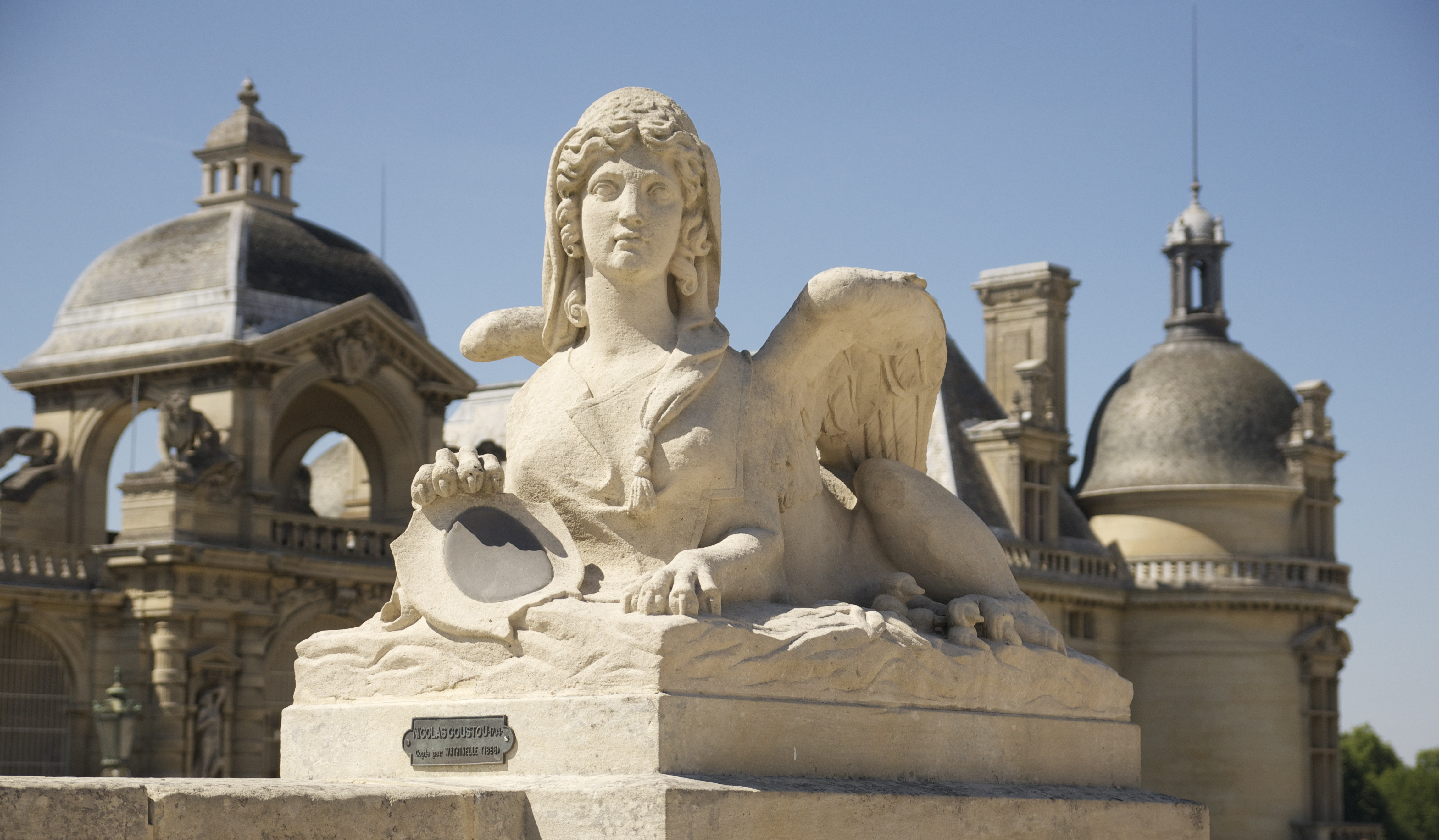
Sphinge d'après Nicolas Coustou, Chantilly.

Antoine Watrinelle est le fils du sculpteur verdunois Jean-François Watrinelle.
Subventionné dès 1847 par le conseil général de la Meuse sur la recommandation de David d'Angers et de Nanteuil, Antoine Watrinelle étudie la sculpture à l'École des beaux-arts de Paris. Élève d'Armand Toussaint, il remporte le second grand prix de Rome en 1858 avec un Achille saisissant ses armes. En 1859, il expose au Salon une allégorie de La Légende fort remarquée par la critique,,,. À cette époque, il habite au 6, rue Carnot avec un compatriote verdunois, le peintre Louis Hector Leroux,.
Pendant la dernière décennie du Second Empire, l’État commande et acquiert fréquemment les œuvres du sculpteur qui travaille sur les chantiers de l'opéra Garnier, de Notre-Dame de Paris et de la bourse de Marseille. Avant 1862, il prend part au concours organisé pour élever le Monument à Jeanne d'Arc à Vaucouleurs. Son projet est retenu mais ne sera finalement pas réalisé.
Le 6 décembre 1866, Antoine Watrinelle épouse Marie Laroche (1832-1917), avec laquelle il a déjà une fille âgée de six ans, Françoise-Antoinette (1860-1938). En 1880, celle-ci épouse civilement le journaliste socialiste Émile Massard. Ce dernier est le fils de l'ingénieur Nicolas Massard, ami de longue date du sculpteur et lui aussi originaire de Verdun. Antoine Watrinelle est donc le grand-père maternel d'Armand Massard, champion d'escrime et président du comité olympique français.
Pendant le siège de Paris (1870), Antoine Watrinelle sert comme garde national dans la 3e compagnie de marche du 6e arrondissement dirigée par son propre frère, le capitaine Watrinelle.
De 1869 à 1881, il est associé au sculpteur ornemaniste Gustave Germain (1848-1909) au sein de la société « Watrinelle et Germain, entreprise de sculpture industrielle, décorative et artistique », dont le siège est situé au 13, rue Boissonade à Paris. L'entreprise collabore notamment avec l'architecte Jean-Louis Pascal, puis travaille pour le duc d'Aumale au château de Chantilly.
Watrinelle aurait eu pour élève l'auteur d'une œuvre cubiste exposée au Salon d'automne. Invité par son jeune confrère à donner son avis sur cette sculpture avant-gardiste, le vieux maître aurait répondu : « Mon petit, j'ai bien envie de te ficher mon pied dans le cube ».
Retiré en Normandie depuis de nombreuses années, Antoine Watrinelle meurt le 24 avril 1913 dans sa maison d'Ouistreham, construite selon ses plans à l'embouchure de l'Orne.
Antoine Watrinelle ne doit pas être confondu avec le médailleur Ursin-Jules Vatinelle (1798-1881), élève de Jacques-Édouard Gatteaux.

## Œuvres
- La Légende, Salon de 1859, plâtre, localisation inconnue.
- La Paix, Salon de 1861, plâtre, localisation inconnue.
- Monument à Jeanne d'Arc, avant 1862, maquette de statue équestre pour Vaucouleurs[12], localisation inconnue.
- La Paix, Salon de 1864, marbre, commande de l’État pour le palais du Louvre, parc de Fontainebleau[13].
- Dom Calmet, 1864, buste en marbre, commande du conseil général de la Meuse[27], Salon de 1865, donné en 1865 au Musée Barrois de Bar-le-Duc[28], installé dans la roseraie derrière le musée[29].
- La Chaste Suzanne, Salon de 1865, plâtre, localisation inconnue.
- Saint Merry et saint Frodulphe et Saint Pierre guérissant un paralytique, 1865, bas-reliefs en pierre sous le maître-autel de l'église Saint-Merri[30].
- Saint Éleuthère et Saint Barthélémy, statues en pierre, 1,80 m chacune, portail Saint-Étienne de la cathédrale Notre-Dame de Paris[30].
- La Couronne de fleurs, Salon de 1866, plâtre, localisation inconnue.
- Édouard Thouvenel, 1869, buste en marbre, commande de l’État, déposé en 1873 au Musée Barrois de Bar-le-Duc[28].
- David, Salon de 1868, plâtre[31], localisation inconnue.
- David, Salon de 1869, bronze, 1,57 m[32], commande de l’État[33], déposé en 1871 au musée départemental d'Art ancien et contemporain d’Épinal.
- Portrait de M. le docteur D…, Salon de 1869, buste en marbre[33], localisation inconnue.
- Christ en gloire, tétramorphe et douze apôtres, 1869, bas-relief en pierre, tympan et linteau du portail principal de la cathédrale Saint-Apollinaire de Valence[33].
- Le Chant, 1869, d'après une esquisse de Dubois[25], statue en pierre, 2 m, perron de l'opéra Garnier à Paris (sous le médaillon de Haydn).
- Groupe d'enfants, fronton des portes monumentales du grand foyer, loggia de l'opéra Garnier à Paris[34].
- Ornementation extérieure du théâtre de la Porte-Saint-Martin à Paris, 1873, avec Germain[35].
- Portes monumentales en bois, 1874, pour l'hôtel du préfet de police et l'hôtel d'état-major des sapeurs-pompiers, boulevard du Palais (Paris), avec Germain[36].
- Ornements divers pour la synagogue de la rue des Tournelles à Paris, 1876, avec Germain[37].
- Sculptures décoratives de la façade de la mairie du 20e arrondissement de Paris, avant 1877, avec Germain.
- Sculptures inspirées du portail de l’église San Jerónimo de Belém pour la section portugaise de l'Exposition universelle de 1878, avec Germain[20], localisation inconnue.
- Sculptures des baies de l'aile nord de la cour d'honneur de la Bibliothèque nationale de France à Paris, 1879, avec Germain[21].
- Restauration avant 1883 de Sainte Élisabeth de Ligier Richier, fragment du groupe de la chapelle de la Visitation de Saint-Mihiel, pour M. Moreau[38],[39].
- Sphinge ou Chimère, d'après Nicolas Coustou), avant 1886, statue en pierre, château de Chantilly[22].
- Sculpture décorative pour l'École normale d'Auteuil à Paris, avant 1887[40].
- Le Printemps, Verdun, musée de la Princerie[13].

Œuvres d'Antoine Watrinelle
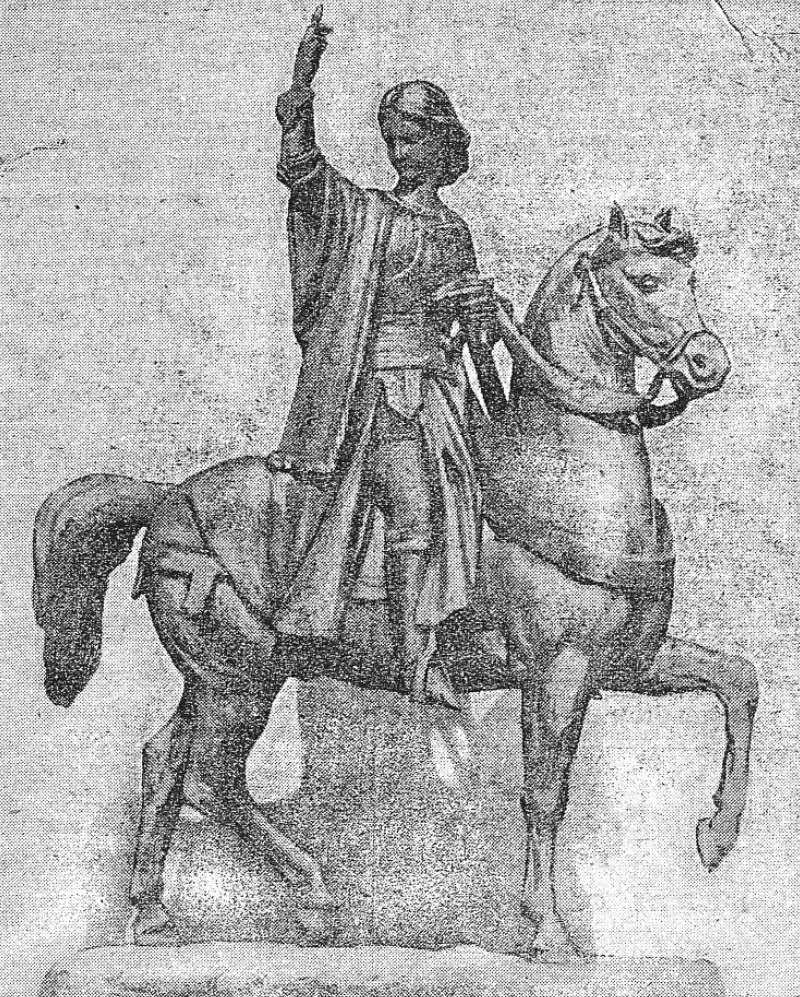
Jeanne d'Arc (avant 1862), projet non réalisé.
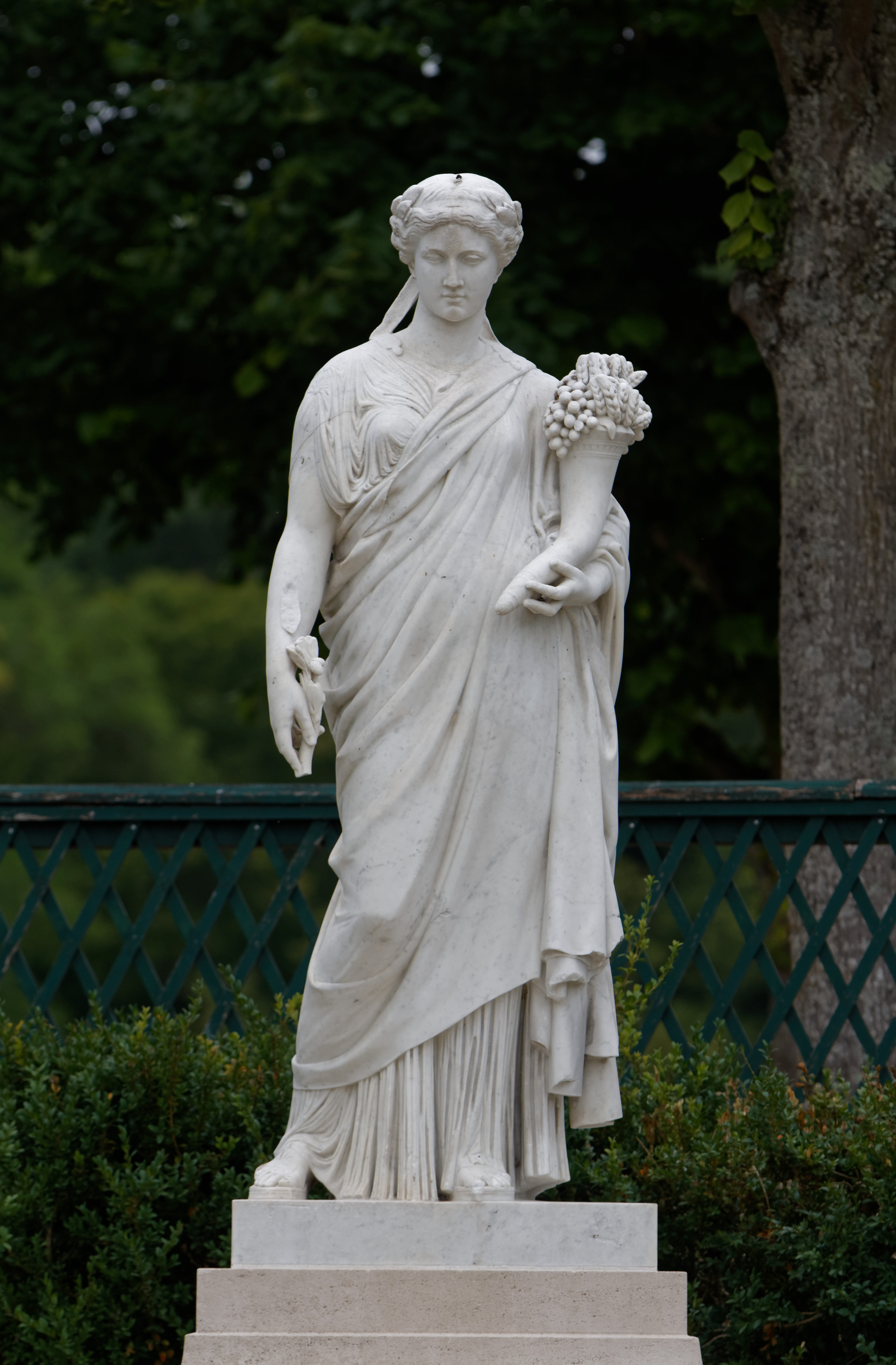
La Paix (1864), parterre du château de Fontainebleau.
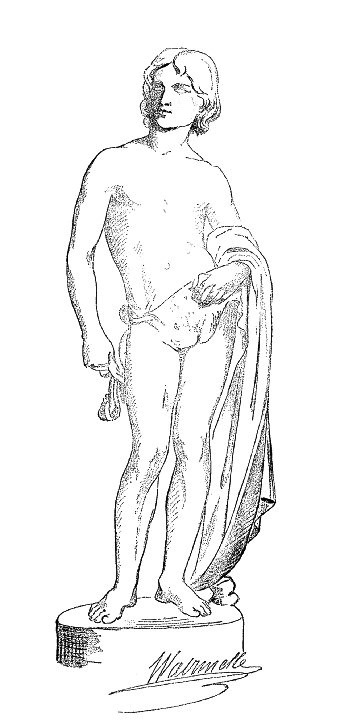
David (Salon de 1868), localisation inconnue.
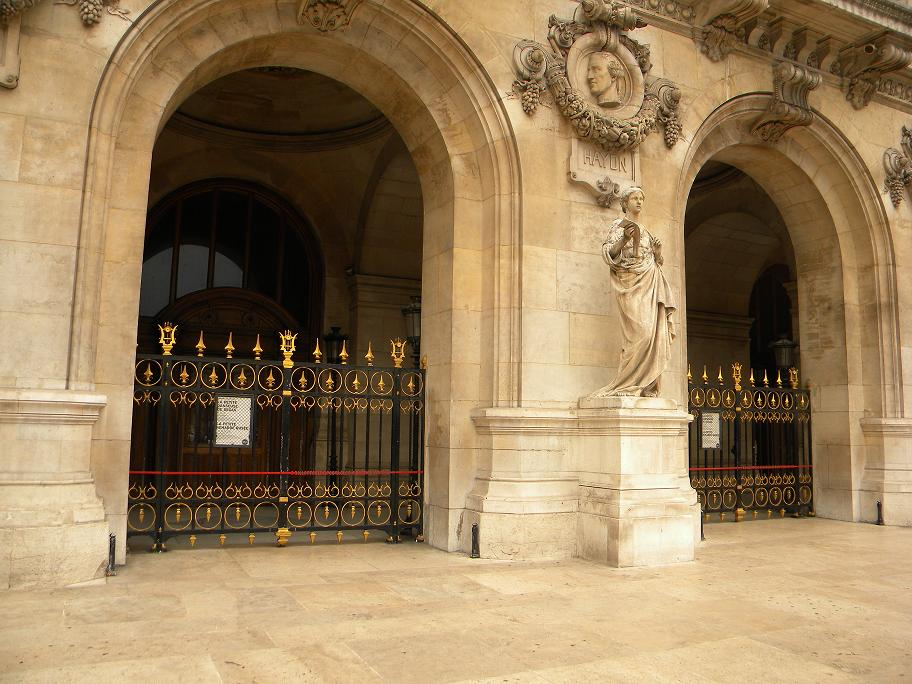
Le Chant, Paris, opéra Garnier.
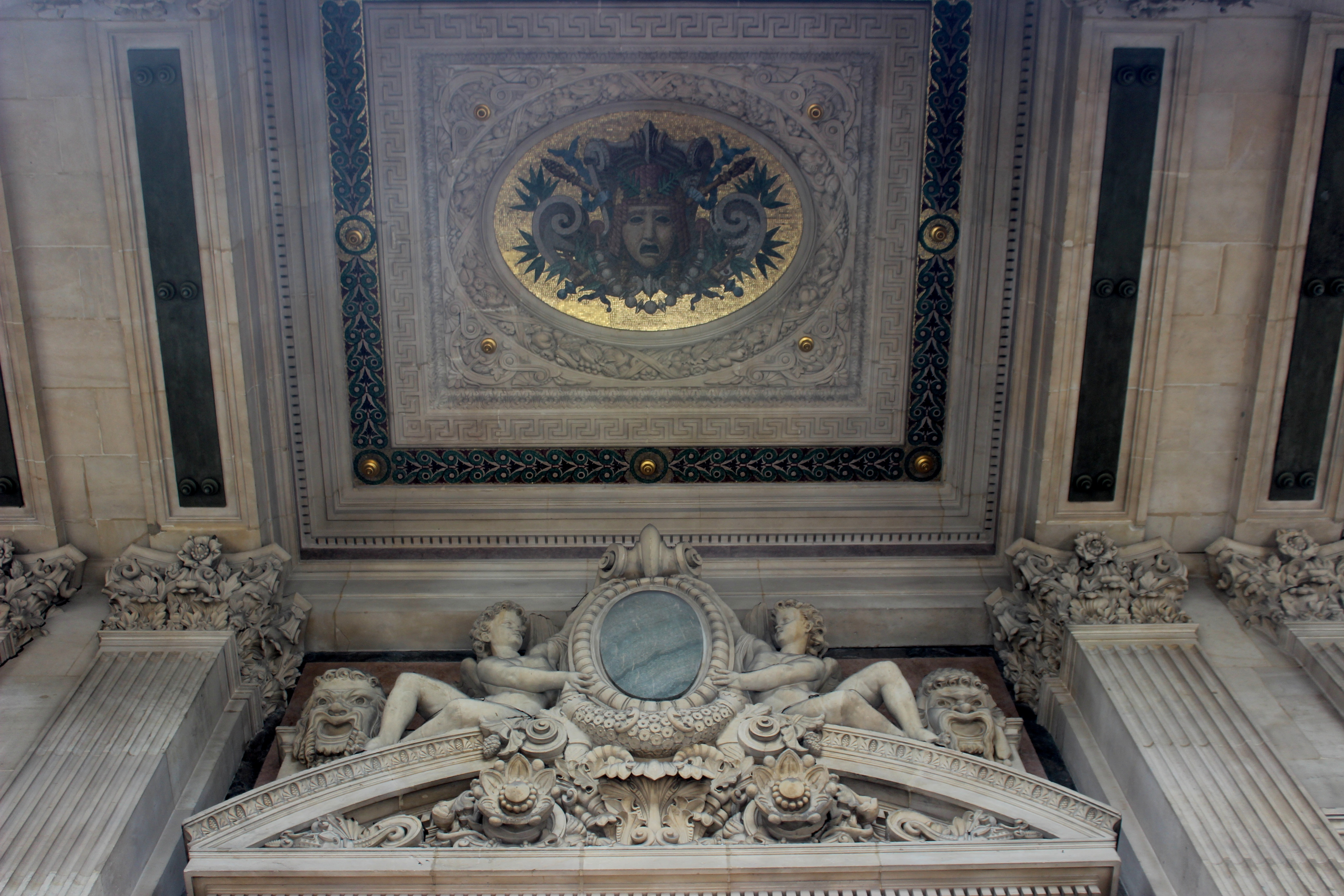
Groupe d'enfants, Paris, opéra Garnier, loggia.
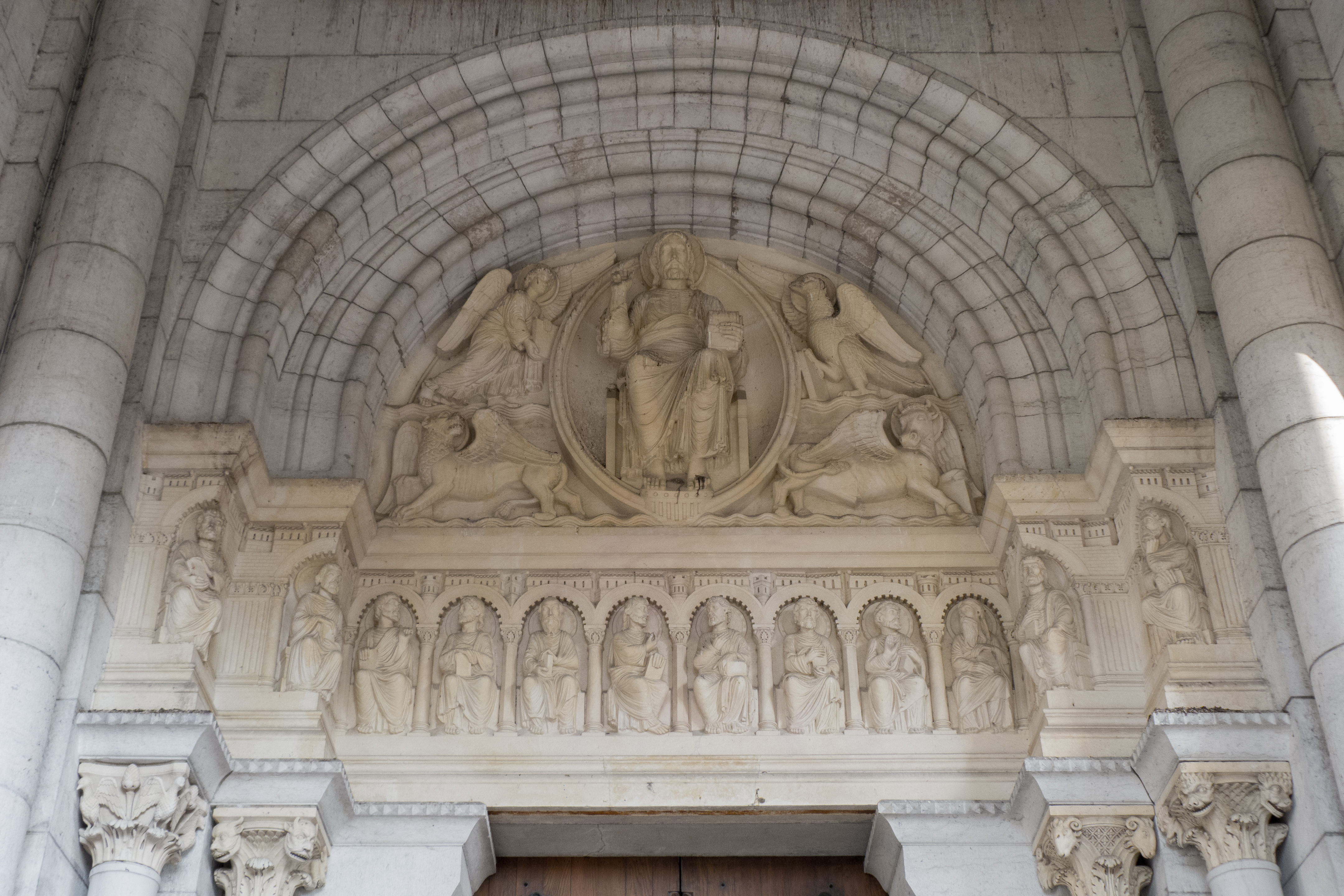
Tympan de la cathédrale Saint-Apollinaire de Valence.